# 広島県立戸手高等学校
広島県立戸手高等学校（ひろしまけんりつ とでこうとうがっこう）は、広島県福山市新市町に所在する公立の高等学校。

## 概要
この学校は1998年に新設校として誕生した。そのため新市町に従来からあった広島県立戸手商業高等学校と広島県立至誠高等学校は廃校となる。廃校となった両校が地理的に近くに存在したため沿革は両校のものを併記する。

## 設置学科
- 総合学科
  - 人文・社会科学系列
  - 自然科学系列
  - ビジネス情報系列
  - 芸術・健康・生活系列
  - 看護・福祉系列

## 部活動
- 運動部 - サッカー、ソフトテニス、バスケットボール、バドミントン、バレーボール、野球、卓球、陸上競技、ウエイトリフティング、ソフトボール、ダンス
- 文化部 - 家庭食物、軽音楽、写真、書道、筝曲、文芸、商業研究、茶道、華道、吹奏楽、美術、演劇

※書道部とダンスは地元周辺のイベントに出演し披露している。

## 沿革

### 戸手商業高等学校
- 1917年 - 広島県芦品郡立蚕業講習所として開校。
- 1922年 - 広島県芦品郡立広島県実業学校となる。
- 1923年 - 広島県立戸手実業学校に組織改編。
- 1944年 - 5年制農業学校を設置。
- 1945年6月1日 - 広島捕虜収容所となる。
- 1948年 - 広島県戸手高等学校として開校。
- 1949年 - 全日制普通科、生活科、農業科及び定時制普通科をもつ男女共学の総合制高等学校となる。
- 1957年 - 定時制課程の生徒募集を停止。
- 1962年 - 農業科の生徒募集を停止。
- 1963年 - 普通科、家政科の生徒募集を停止。商業科のみの募集となる。
- 1964年 - 定時制課程を設置。
- 1965年 - 広島県戸手商業高等学校と校名変更。
- 1968年 - 広島県立戸手商業高等学校と校名変更。
- 1994年 - 情報経営科を設置。
- 1998年 - 廃校。

### 至誠高等学校
- 1934年 - 修業年限1年、無月謝、無休暇の財団法人「至誠塾」として開校（男子のみ）。
- 1940年 - 「至誠塾」を「至誠塾青年学校」と改称。女子部も併設。
- 1943年 - 女子部を「至誠興亜女子学校」（修業年限2年）として開設。
- 1944年 - 現在地（現・戸手高等学校）に移転。
- 1946年 - 「至誠高等女学校」（修業年限4年）を設置、翌年「至誠女子中学校」に改称。
- 1949年 - 「私立至誠高等学校」と改称、また「私立至誠女子高等学校」（普通科、家庭科）を併設。
- 1953年 - 至誠女子中学校を廃止。
- 1973年 - 商業科・家庭科の募集を停止。
- 1975年 - 運営を広島県に移管し広島県立至誠高等学校と改称する。
- 1997年 - 普通科を募集停止、総合学科を設置。
- 1998年 - 廃校。

### 戸手高等学校
- 1998年 - 広島県立戸手高等学校として新設。全日制総合学科と定時制を設置。
- 2000年 - 定時制が広島県立府中高等学校・広島県立自彊高等学校・広島県立神辺高等学校など4校の定時制として「広島県立芦品まなび学園高等学校」として独立し、現在に至る。

## アクセス
- JR福塩線上戸手駅より徒歩15分。

## 出身者
- 堀澄也 - ヤクルト本社社長
- 皿海達哉 - 児童文学作家
- 柳憂怜 - 元芸人、俳優（オフィス北野所属）
- 松井孝允 - レーシングドライバー